# Вучипоље (Хрваце)
Вучипоље је насељено место у саставу општине Хрваце, Сплитско-далматинска жупанија, Република Хрватска.

## Историја
До територијалне реорганизације у Хрватској налазило се у саставу старе општине Сињ. Током рата у Хрватској било је у саставу Републике Српске Крајине.

## Становништво
На попису становништва 2011. године, Вучипоље је имало 107 становника.
| Број становника по пописима | Број становника по пописима | Број становника по пописима | Број становника по пописима | Број становника по пописима | Број становника по пописима | Број становника по пописима | Број становника по пописима | Број становника по пописима | Број становника по пописима | Број становника по пописима | Број становника по пописима | Број становника по пописима | Број становника по пописима | Број становника по пописима | Број становника по пописима |
| --------------------------- | --------------------------- | --------------------------- | --------------------------- | --------------------------- | --------------------------- | --------------------------- | --------------------------- | --------------------------- | --------------------------- | --------------------------- | --------------------------- | --------------------------- | --------------------------- | --------------------------- | --------------------------- |
| 1857.                       | 1869.                       | 1880.                       | 1890.                       | 1900.                       | 1910.                       | 1921.                       | 1931.                       | 1948.                       | 1953.                       | 1961.                       | 1971.                       | 1981.                       | 1991.                       | 2001.                       | 2011.                       |
| 248                         | 536                         | 301                         | 361                         | 358                         | 294                         | 664                         | 253                         | 390                         | 415                         | 361                         | 293                         | 207                         | 174                         | 113                         | 107                         |

Напомена: У 1869. и 1921. садржи податке за насеље Засиок.

### Попис 1991.
На попису становништва 1991. године, насељено место Вучипоље је имало 174 становника, следећег националног састава:
| Попис 1991.‍ | Попис 1991.‍ | Попис 1991.‍ | Попис 1991.‍ | Попис 1991.‍ |
| ----------- | ----------- | ----------- | ----------- | ----------- |
|             |             |             |             |             |
| Хрвати      | Хрвати      |             | 174         | 100%        |
| укупно: 174 |             |             |             |             |